# Photo (revista francesa)
Photo és una revista mensual francesa dedicada a la fotografia publicada per Hachette Filipacchi Media (HFM), actualment propietat de Magweb. Va ser creada el 1967 per Roger Thérond (posteriorment cap de redacció de Paris Match entre 1976 i 1999), juntament amb Jean-Louis Swiners com a director de publicitat (1967-1974).
La revista analitza la fotografia en tots els seus aspectes, la gran història del fotoperiodisme, a través de la moda, la fotografia artística, i la tècnica fotogràfica, tant química com digital. Sovint es mostren en la portada temes de nu.
És llegida i distribuïda en 70 països, i més de la meitat de les seves vendes són a l'estranger. A França, el 2002 es van vendre 42.775 exemplars i el 2005 el nombre es va veure reduït a 29.607; l'any 2008 el tiratge només va arribar a 24.502.
Éric Colmet Daâge és alhora cap de redacció, redactor, editor, director d'art i webmaster de la revista. Des de l'any 2006 la revista la comercialitza Option Régie, grup especialitzat en revistes.
És la versió francesa de la revista estatunidenca Photo, que es publicava des de 1952.